# Eunicida
Ordre
Les Eunicida sont un ordre de vers polychètes marins de la sous-classe des Errantia.

## Liste des familles
Selon World Register of Marine Species (11 janvier 2019) :
- famille Dorvilleidae Chamberlin, 1919
- famille Eunicidae Berthold, 1827
- famille Hartmaniellidae Imajima, 1977
- famille Lumbrineridae Schmarda, 1861
- famille Oenonidae Kinberg, 1865
- famille Onuphidae Kinberg, 1865
- famille Atraktoprionidae †
- famille Conjungaspidae Hints, 1999 †
- famille Tretoprionidae Hints, 1999 †

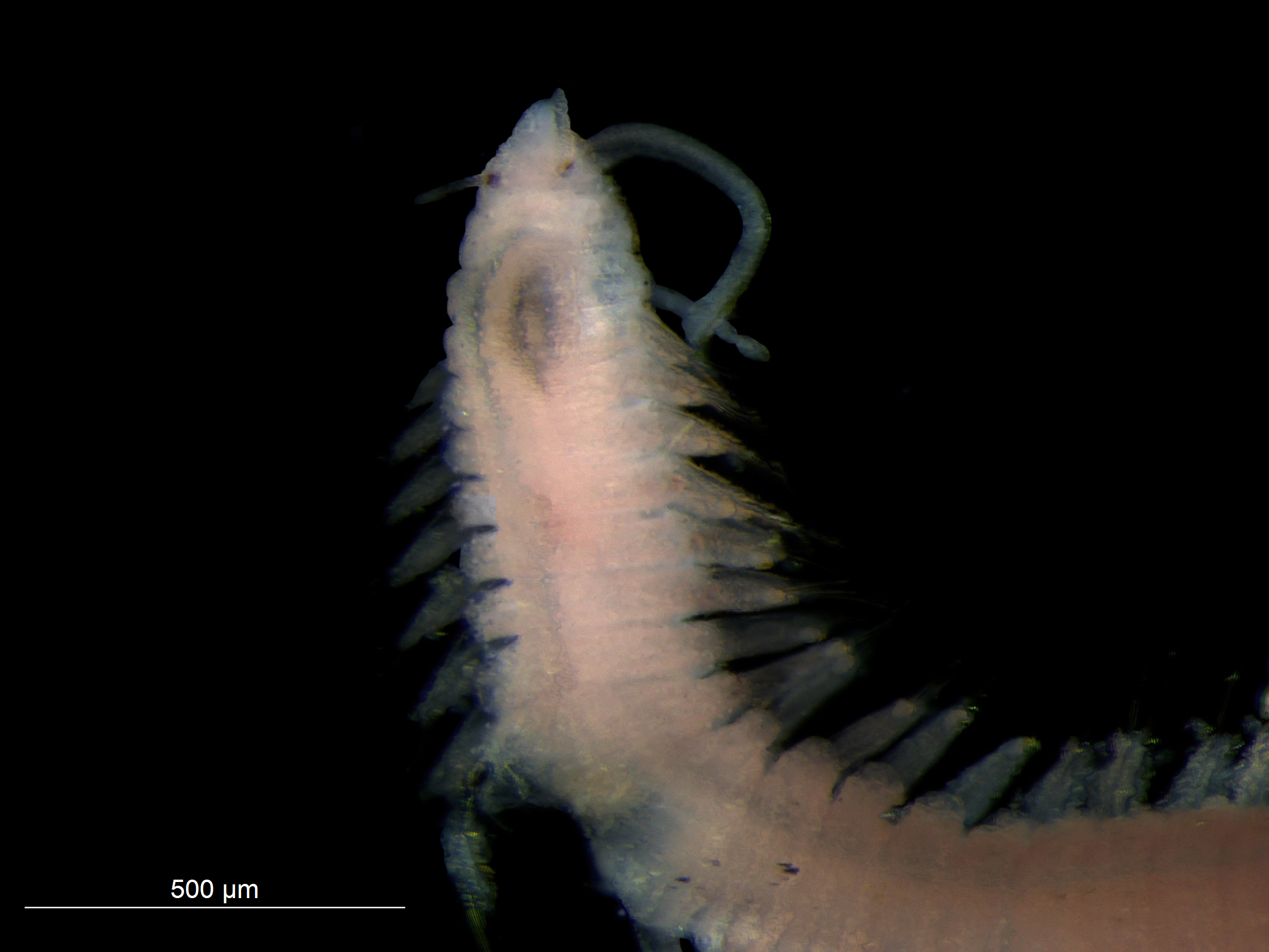
Protodorvillea kefersteini (Dorvilleidae)
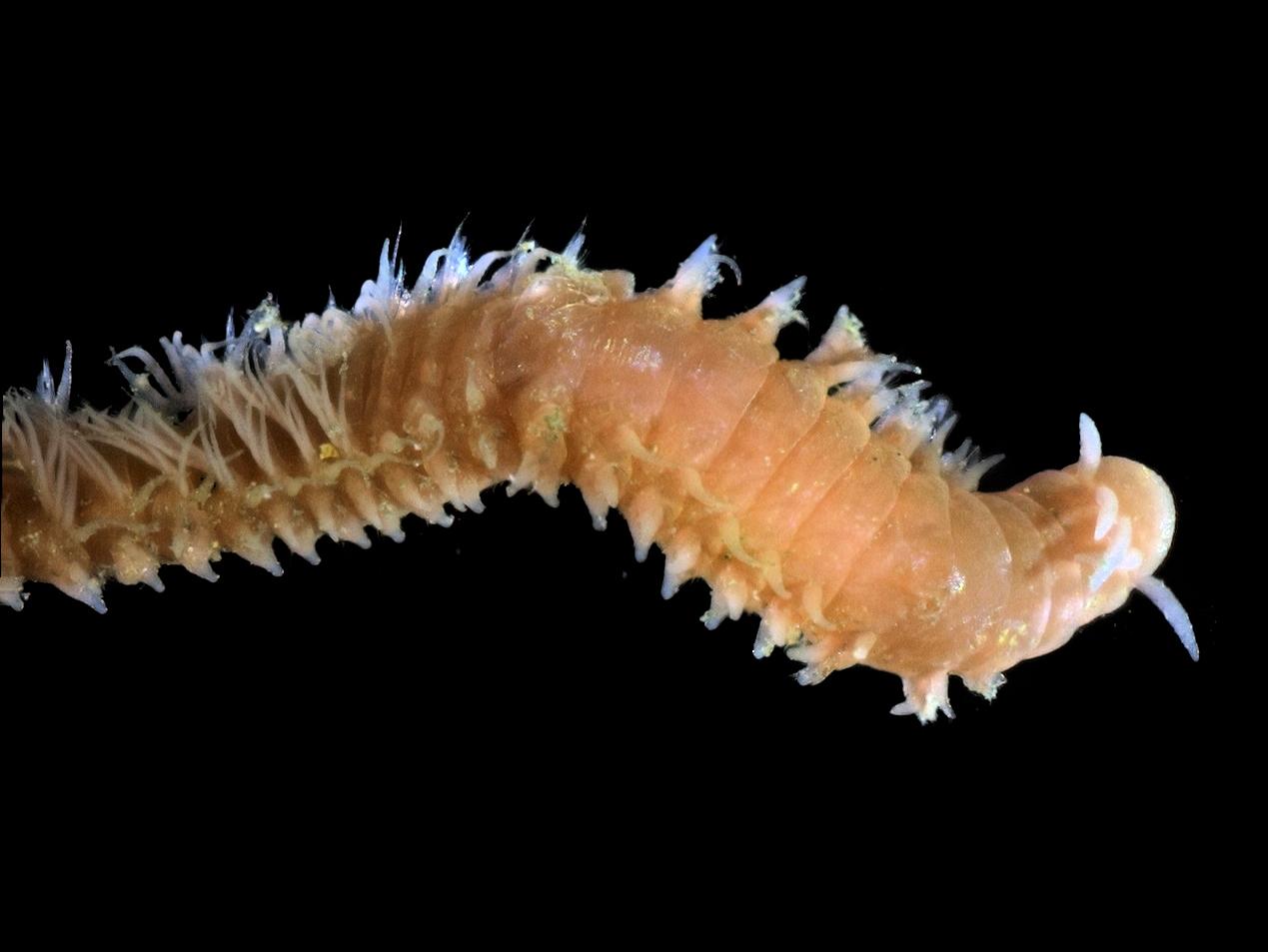
Marphysa sanguinea (Eunicidae)
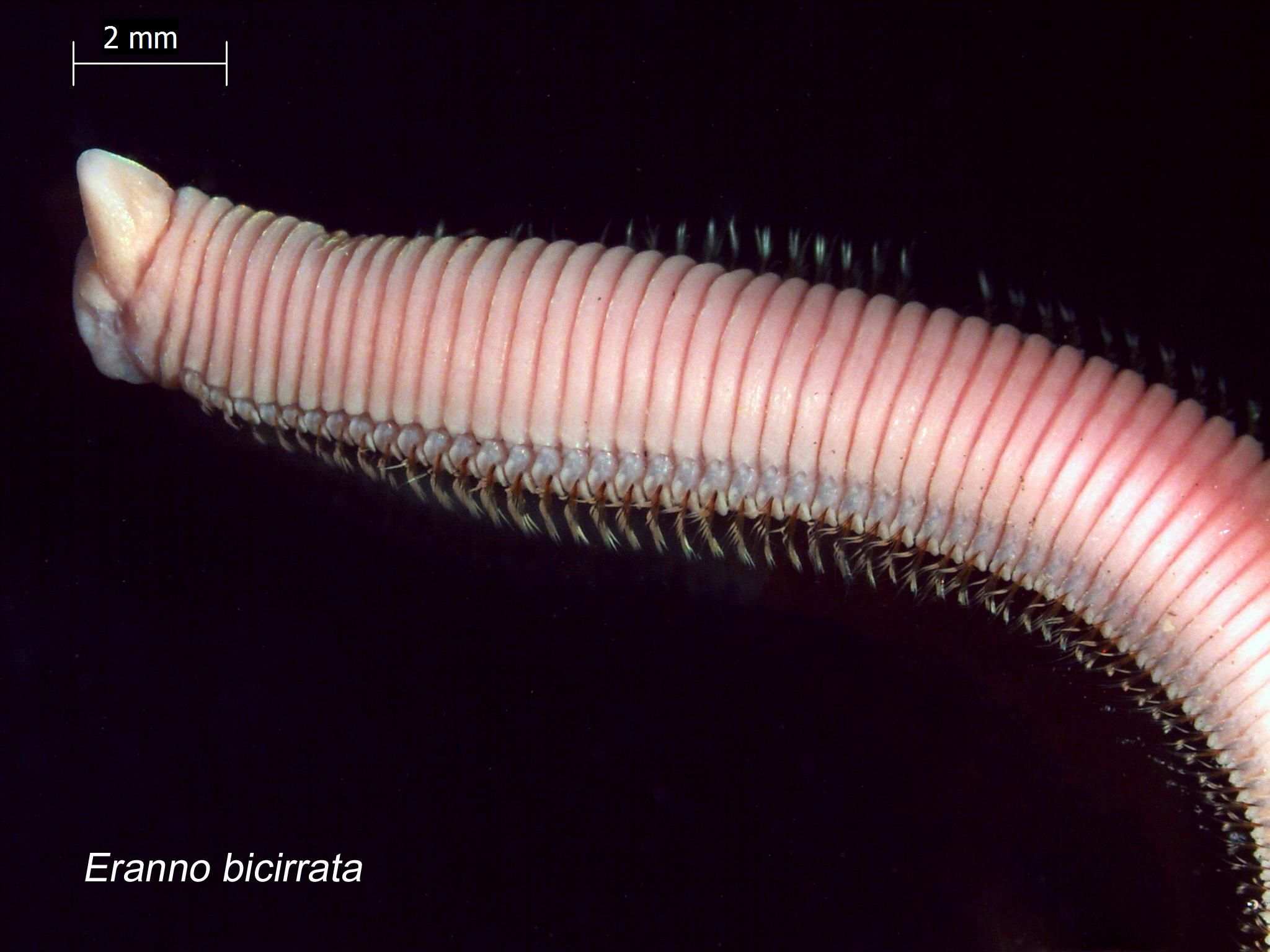
Eranno bicirrata (Lumbrineridae)
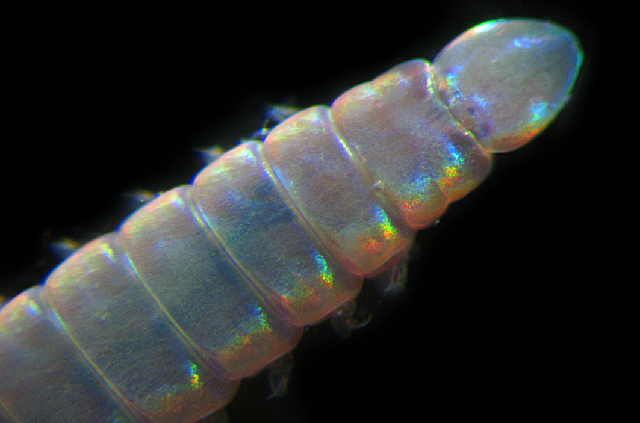
Arabella sp. (Oenonidae)
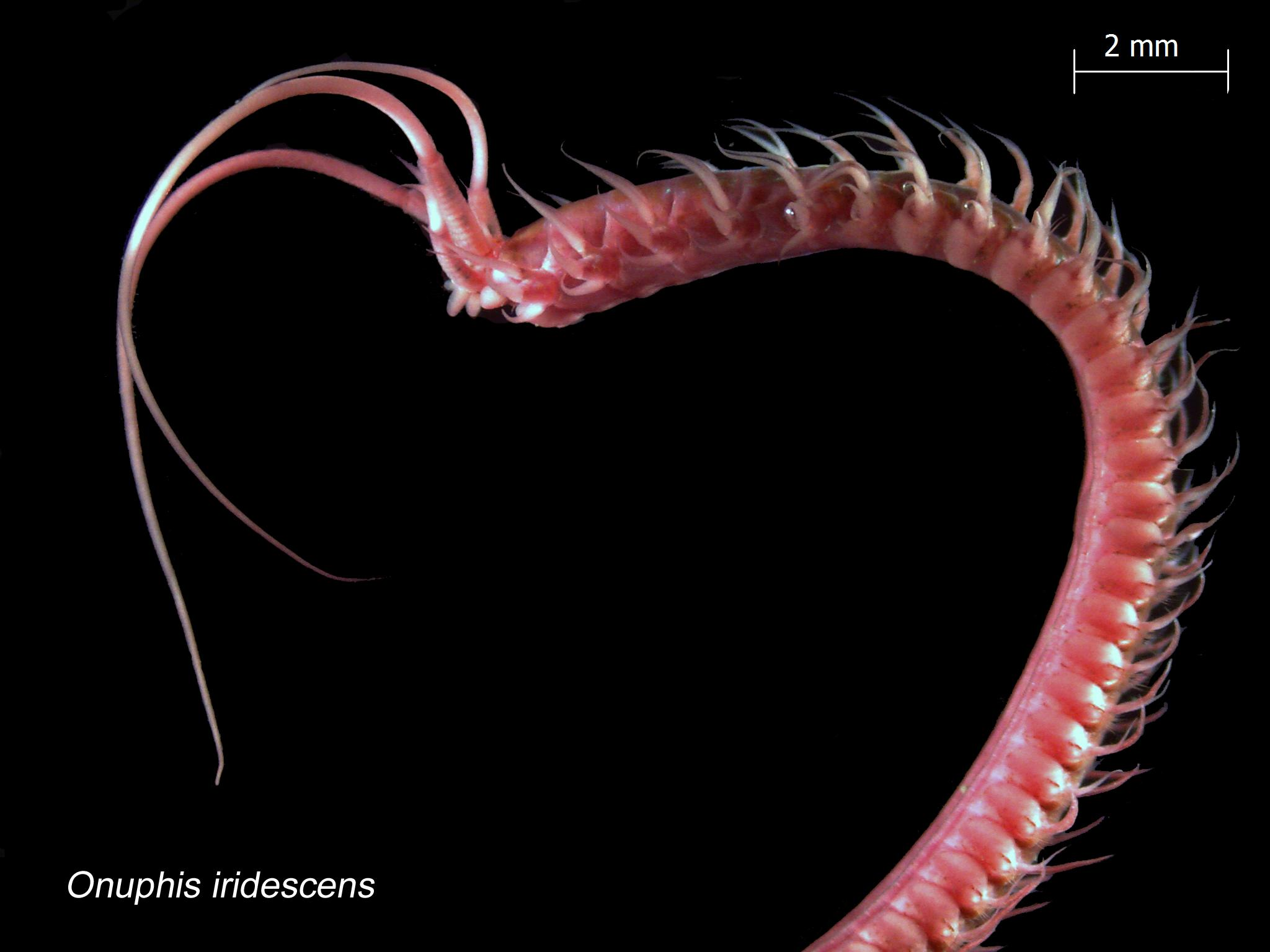
Onuphis iridescens (Onuphidae)